# Список призёров летних Олимпийских игр 1920
Ниже представлен список всех призёров летних Олимпийских игр 1920 года, проходивших в Антверпене с 14 по 29 августа 1920 года. В соревнованиях приняли участие 2626 спортсменов представляющие 29 НОК. Было разыграно 154 комплектов медалей в 26 видах спорта.

## Академическая гребля
| Дисциплина         | Золото | Серебро | Бронза |
| Одиночки           | Джон Келли-старший (USA) | Джек Бересфорд (GBR) | Дарси Хэдфилд (NZL) |
| Двойки парные      | США · Джон Келли-старший · Пол Костелло | Италия · Пьетро Аннони · Эрминио Донес | Франция · Гастон Жиран · Альфред Пле |
| Двойки с рулевым   | Италия · Эрколе Ольджени · Джованни Скаттурин · Гвидо Де Филип                                                                                         | Франция · Габриэль Пуа · Морис Бутон · Эрне Барберолль | Швейцария · Эдуар Кандево · Альфред Фельбер · Поль Пьяже                                                                                                 |
| Четвёрки с рулевым | Швейцария · Вилли Брюдерлин · Макс Рудольф · Пауль Рудольф · Ганс Вальтер · Пауль Штауб                                                                | США · Кеннет Майерс · Карл Клоуз · Франц Федершмидт · Эрих Федершмидт · Шерман Кларк                                                                              | Норвегия · Биргер Вар · Теодор Клем · Хенри Ларсен · Пер Гульбрандсен · Торальф Хаген                                                                    |
| Восьмёрки          | США · Верджил Джакомини · Эдвин Грейвз · Уильям Джордан · Эдвард Мур · Олден Санборн · Дональд Джонстон · Винсент Галлахер · Клайд Кинг · Шерман Кларк | Великобритания · Эварт Хорсфолл · Гай Оливер Николлс · Ричард Лукас · Уолтер Джеймс · Джон Кэмпбелл · Себастьян Эрл · Ральф Шоув · Сидней Свэнн · Робин Джонстоун | Норвегия · Теодор Наг · Конрад Ольсен · Адольф Нильсен · Хокон Эллингсен · Торе Микельсен · Арне Мортенсен · Карл Наг · Толлеф Толлефсен · Торальф Хаген |

## Бокс
| Дисциплина    | Золото                  | Серебро                 | Бронза                  |
| До 50,8 кг    | Фрэнк ди Дженнара (USA) | Андерс Петерсен (DEN)   | Уильям Катбертсон (GBR) |
| До 53,5 кг    | Кларенс Уокер (RSA)     | Крис Грэм (CAN)         | Джордж Маккензи (GBR)   |
| До 57,2 кг    | Поль Фрич (FRA)         | Жан Гаше (FRA)          | Эдоардо Гарцена (ITA)   |
| До 61,2 кг    | Сэмюэл Мосберг (USA)    | Готфред Йохансен (DEN)  | Кларенс Ньютон (CAN)    |
| До 66,7 кг    | Берт Шнайдер (CAN)      | Александр Айрленд (GBR) | Фредерик Колберг (USA)  |
| До 72,6 кг    | Гарри Маллин (GBR)      | Жорж Прюдомм (CAN)      | Мо Херскович (CAN)      |
| До 79,4 кг    | Эдди Иган (USA)         | Сверре Сёрсдал (NOR)    | Гарольд Франкс (GBR)    |
| Свыше 79,4 кг | Рональд Роусон (GBR)    | Сёрен Петерсен (DEN)    | Альбер Элюэр (FRA)      |

## Борьба

### Греко-римская борьба
| Дисциплина    | Золото                | Серебро                | Бронза                 |
| До 60 кг      | Оскар Фриман (FIN)    | Хейки Кяхкёнен (FIN)   | Фритьоф Свенссон (SWE) |
| До 67,5 кг    | Эмиль Вяре (FIN)      | Таави Тамминен (FIN)   | Фритьоф Андерсен (NOR) |
| До 75 кг      | Карл Вестергрен (SWE) | Артур Линдфорс (FIN)   | Матти Перттиля (FIN)   |
| До 82,5 кг    | Клас Юханссон (SWE)   | Эдиль Розенквист (FIN) | Йоханнес Эриксен (DEN) |
| Свыше 82,5 кг | Адольф Линдфорс (FIN) | Поуль Хансен (DEN)     | Мартин Ниеминен (FIN)  |

### Вольная борьба
| Дисциплина    | Золото               | Серебро                  | Бронза               |
| До 60 кг      | Чарльз Экерли (USA)  | Сэмюэль Герсон (USA)     | Филип Бернард (GBR)  |
| До 67,5 кг    | Каарло Анттила (FIN) | Готтфрид Свенссон (SWE)  | Питер Райт (GBR)     |
| До 75 кг      | Эйно Лейно (FIN)     | Вяйнё Пенттала (FIN)     | Чарли Джонсон (USA)  |
| До 82,5 кг    | Андерс Ларссон (SWE) | Шарль Куран (SUI)        | Вальтер Маурер (USA) |
| Свыше 82,5 кг | Роберт Рот (SUI)     | Натаниэль Пендлтон (USA) | Фредерик Мейер (USA) |
| Свыше 82,5 кг | Роберт Рот (SUI)     | Натаниэль Пендлтон (USA) | Эрнст Нильссон (SWE) |

## Велоспорт

### Шоссейные гонки
| Дисциплина                    | Золото                                                                  | Серебро                                                                     | Бронза                                                                        |
| Индивидуальная гонка на время | Гарри Стенквист Швеция                                                  | Генри Кальтенбрун ЮАС                                                       | Фернан Кантелуб Франция                                                       |
| Командная гонка на время      | Франция · Ахилль Сушар · Фернан Кантелуб · Жорж Детрей · Марсель Гобийо | Швеция · Гарри Стенквист · Сигфрид Лундберг · Рагнар Мальм · Аксель Перссон | Бельгия · Альберт Викманс · Альберт Де Бунне · Жан Янссенс · Андре Веркрёйссе |

### Трековые гонки
| Дисциплина                    | Золото                                                                          | Серебро                                                                       | Бронза                                                              |
| Спринт                        | Мауритиус Петерс (NED)                                                          | Гораций Джонсон (GBR)                                                         | Гарри Райан (GBR)                                                   |
| 50 километров                 | Анри Жорж (BEL)                                                                 | Сирил Алден (GBR)                                                             | Петрюс Икелар (NED)                                                 |
| Тандем                        | Великобритания · Томас Лэнс · Гарри Райан                                       | ЮАС · Уильям Смит · Джеймс Уолкер                                             | Нидерланды · Франсискюс де Вренг · Петрюс Икелар                    |
| Командная гонка преследования | Италия · Примо Маньяни · Арнальдо Карли · Руджерио Феррарио · Франко Джорджетти | Великобритания · Альберт Уайт · Сирил Алден · Гораций Джонсон · Уильям Стюарт | ЮАС · Джеймс Уолкер · Сэмми Гузен · Генри Кальтенбрун · Уильям Смит |

## Водное поло
| Дисциплина | Золото         | Серебро | Бронза |
| Мужчины    | Великобритания | Бельгия | Швеция |

## Конный спорт
| Дисциплина              | Золото                                                                | Серебро                                                                          | Бронза                                                                                |
| Личная выездка          | Янне Лундблад (SWE)                                                   | Бертиль Сандстрём (SWE)                                                          | Ханс вон Росен (SWE)                                                                  |
| Личное троеборье        | Хельмер Мёрнер (SWE)                                                  | Оге Лундстрём (SWE)                                                              | Этторе Каффаратти (ITA)                                                               |
| Командное троеборье     | Швеция · Хельмер Мёрнер · Оге Лундстрём · Георг фон Браун             | Италия · Этторе Каффаратти · Гарибальди Спиги · Джулио Каччандра · Карло Азинари | Бельгия · Роже Мёреман д'Эмё · Освалд Линтс · Жюль Бонваль · Жак Мизон                |
| Личный конкур           | Томмазо Леквио ди Ассаба (ITA)                                        | Алессандро Валерио (ITA)                                                         | Карл Густаф Левенхаупт (SWE)                                                          |
| Командный конкур        | Швеция · Клас Кёниг · Ганс фон Розен · Даниэль Норлинг · Франк Мартин | Бельгия · Анри Лам · Андре Куман · Эрман де Геффьер д'Эструа · Эрман д'Ультромон | Италия · Этторе Каффаратти · Гарибальди Спиги · Джулио Каччандра · Алессандро Альвизи |
| Личная вольтижировка    | Даниэль Букаэр Бельгия                                                | Фьель Франция                                                                    | Луи Фин Бельгия                                                                       |
| Командная вольтижировка | Бельгия · Даниэль Букаэр · Луи Фин · ван Ранст                        | Франция · Фьель · Салин · Коши                                                   | Швеция · Карл Греэн · Андерс Мортенссон · Оскар Нильссон                              |

## Лёгкая атлетика
| Дисциплина                  | Золото                   | Серебро                  | Бронза                  |
| 100 метров                  | Чарльз Паддок (USA)      | Моррис Киркси (USA)      | Харри Эдвард (GBR)      |
| 200 метров                  | Аллен Вудринг (USA)      | Чарльз Паддок (USA)      | Харри Эдвард (GBR)      |
| 400 метров                  | Бевил Радд (RSA)         | Гай Батлер (GBR)         | Нильс Энгдаль (SWE)     |
| 800 метров                  | Альберт Хилл (GBR)       | Эрл Эби (USA)            | Бевил Радд (RSA)        |
| 1500 метров                 | Альберт Хилл (GBR)       | Филип Ноэль-Бейкер (GBR) | Лоуренс Шилдс (USA)     |
| 5000 метров                 | Жозеф Гийемо (FRA)       | Пааво Нурми (FIN)        | Эрик Бакман (SWE)       |
| 10 000 метров               | Пааво Нурми (FIN)        | Жозеф Гийемо (FRA)       | Джеймс Уилсон (GBR)     |
| 110 метров с барьерами      | Эрл Томсон (CAN)         | Харольд Баррон (USA)     | Фег Маррей (USA)        |
| 400 метров с барьерами      | Фрэнк Лумис (USA)        | Джон Нортон (USA)        | Огаст Деш (USA)         |
| 3000 метров с препятствиями | Перси Ходж (GBR)         | Патрик Флинн (USA)       | Эрнесто Амброзини (ITA) |
| Эстафета 4х100 метров       |                          |                          |                         |
| Эстафета 4х400 метров       |                          |                          |                         |
| 3000 метров среди команд    |                          |                          |                         |
| Марафон                     | Ханнес Колехмайнен (FIN) | Юри Лоссман (EST)        | Валерио Арри (ITA)      |
| Ходьба на 3000 метров       | Уго Фриджерио (ITA)      | Джордж Паркер (AUS)      | Ричард Ремер (USA)      |
| Ходьба на 10 км             | Уго Фриджерио (ITA)      | Джозеф Пирмэн (USA)      | Чарльз Ганн (GBR)       |
| Прыжки в длину              |                          |                          |                         |
| Тройной прыжок              |                          |                          |                         |
| Прыжки в высоту             |                          |                          |                         |
| Прыжки с шестом             |                          |                          |                         |
| Толкание ядра               |                          |                          |                         |
| Метание диска               |                          |                          |                         |
| Метание молота              | Патрик Райан (USA)       | Карл Йохан Линд (SWE)    | Бейзил Беннетт (USA)    |
| Метание копья               | Йоонас Мюуря (FIN)       | Урхо Пелтонен (FIN)      | Пааво Йоханссон (FIN)   |
| Метание веса                |                          |                          |                         |
| Пятиборье                   | Ээро Лехтонен (FIN)      | Эверетт Брэдли (USA)     | Хуго Лахтинен (FIN)     |
| Десятиборье                 | Хельге Лёвланд (NOR)     | Брутус Хамильтон (USA)   | Бертиль Ульсон (SWE)    |
| Индивидуальный кросс        |                          |                          |                         |
| Командный кросс             |                          |                          |                         |

## Парусный спорт
| Дисциплина            | Золото | Серебро                                                                                  | Бронза                                                                                          |
| Монотип 12 футов      | Нидерланды · Корнелис Хин · Йоханнес Хин · Франсискюс Хин | Нидерланды · Арнауд ван Бисен · Петрюс Бёкерс                                            | не присуждалась                                                                                 |
| Монотип 18 футов      | Великобритания · Фрэнсис Ричардс · Томас Хедберг | не присуждалась                                                                          | не присуждалась                                                                                 |
| 6,5-метровый R-класс  | Нидерланды · Йохан Карп · Петрюс Вернинк · Бернард Карп | Франция · Альбер Вей · Феликс Пикон · Робер Монье                                        | не присуждалась                                                                                 |
| 6-метровый R-класс    | Правила 1907 года · Бельгия · Эмиль Корнейи · Флоримон Корнейи · Фредерик-Альберь Брюинсеель | Норвегия · Эйнар Торгерсен · Андреас Кнудсен · Лейф Эриксен                              | Норвегия · Хенрик Агерсборг · Трюгве Педерсен · Эйнар Бертсен                                   |
| 6-метровый R-класс    | Правила 1919 года · Норвегия · Андреас Брекке · Поль Косен · Ингольф Рёд · | Бельгия · Леон Уйбрехтс · Шарль ван ден Бюсш · Йон Клотц ·                               | не присуждалась                                                                                 |
| 7-метровый R-класс    | Великобритания · Уильям Мэддисон · Дороти Райт · Роберт Коулмэн · Сирил Райт | Норвегия · Йохан Файе · Кристиан Дикк · Стен Абель · Нильс Нильсен                       | не присуждалась                                                                                 |
| 8-метровый R-класс    | Правила 1907 года · Норвегия · Карл Рингвольд · Торлейф Хольбюе · Альф Якобсен · Кристоффер Ольсен                                                                                                 | не присуждалась                                                                          | не присуждалась                                                                                 |
| 8-метровый R-класс    | Правила 1919 года · Норвегия · Магнус Конов · Рейдар Мартиниусон · Рагнар Вик · Торлейф Кристофферсен ·                                                                                            | Норвегия · Енс Сальвесен · Лёуритс Скмидт · Финн Скиандер · Нильс Томас · Ральф Тскуди · | Бельгия · Альбер Гризар · Вилли де л’Абре · Леопольд Стандаэрт · Анри Веваутерс · Жорж Эллебюйк |
| 10-метровый R-класс   | Правила 1907 года · Норвегия · Карл Арентс · Вилли Йильберт · Роберт Йиертсен · Арне Сеерстед · Хальфдан Скьётт · Трюгве Скьётт · Отто Фалькенберг                                                 | не присуждалась                                                                          | не присуждалась                                                                                 |
| 10-метровый R-класс   | Правила 1919 года · Норвегия · Эрик Херсет · Сигурд Хольтер · Ингар Нильсен · Оле Сёренсен · Петтер Ямвольд · Гуннар Ямвольд · Клаус Юэлль                                                         | не присуждалась                                                                          | не присуждалась                                                                                 |
| 12-метровый R-класс   | Правила 1907 года · Норвегия · Йохан Фриеле · Олаф Эрвиг · Артур Аллерс · Кристен Виесе · Мартин Бортен · Эйиль Реймерс · Каспар Хассель · Тор Эрвиг · Эрик Эрвиг                                  | не присуждалась                                                                          | не присуждалась                                                                                 |
| 12-метровый R-класс   | Правила 1919 года · Норвегия · Хенрик Эстервольд · Ян Эстервольд · Оле Эстервольд · Ханс Несс · Хальвор Мёгстер · Хальвор Биркеланд · Расмус Биркеланд · Кристиан Эстервольд · Лёуритс Кристиансен | не присуждалась                                                                          | не присуждалась                                                                                 |
| Шхерный крейсер 30 м² | Швеция · Йёста Лундквист · Рольф Стеффенбург · Йёста Бенгтссон | не присуждалась                                                                          | не присуждалась                                                                                 |
| Шхерный крейсер 40 м² | Швеция · Торе Хольм · Ингве Хольм · Аксель Рюдин · Еорг Тенгвалль | Швеция · Густаф Свенссон · Рагнар Свенссон · Персю Альмстедт · Эрик Мельбин              | не присуждалась                                                                                 |

## Перетягивание каната
| Дисциплина | Золото         | Серебро    | Бронза  |
| Мужчины    | Великобритания | Нидерланды | Бельгия |

## Плавание

### Мужчины
| Дисциплина                      | Золото                                                                  | Серебро                                                                | Бронза                                                                         |
| 100 м вольным стилем            | Дьюк Каханамоку США                                                     | Пуа Кеалоха США                                                        | Уильям Харрис США                                                              |
| 400 м вольным стилем            | Норман Росс США                                                         | Людвиг Лэнджер США                                                     | Джордж Вернот Канада                                                           |
| 1500 м вольным стилем           | Норман Росс США                                                         | Джордж Вернот Канада                                                   | Фрэнк Борепейр Австралия                                                       |
| 100 м на спине                  | Уоррен Кеалоха США                                                      | Рэймонд Кеджерис США                                                   | Герард Блитц Бельгия                                                           |
| 200 м брассом                   | Хокан Мальмрот Швеция                                                   | Тор Хеннинг Швеция                                                     | Арво Аалтонен Финляндия                                                        |
| 400 м брассом                   | Хокан Мальмрот Швеция                                                   | Тор Хеннинг Швеция                                                     | Арво Аалтонен Финляндия                                                        |
| Эстафета 4×200 м вольным стилем | США · Дьюк Каханамоку · Пуа Кеалоха · Перри Макджилливрэй · Норман Росс | Австралия · Фрэнк Борепейр · Хенри Хай · Уильям Хералд · Айвэн Стедмэн | Великобритания · Гарольд Эннисон · Эдвард Петер · Лесли Сэвэйдж · Генри Тейлор |

### Женщины
| Дисциплина                      | Золото                                                                  | Серебро                                                                              | Бронза                                                            |
| 100 м вольным стилем            | Этельда Блейбтрей США                                                   | Ирен Гест США                                                                        | Фрэнсис Скрот США                                                 |
| 300 м вольным стилем            | Этельда Блейбтрей США                                                   | Маргарет Вудбридж США                                                                | Фрэнсис Скрот США                                                 |
| Эстафета 4×100 м вольным стилем | США · Этельда Блейбтрей · Ирен Гест · Фрэнсис Скрот · Маргарет Вудбридж | Великобритания · Хильда Джеймс · Констанс Джинс · Грейс Маккензи · Шарлотта Рэдклифф | Швеция · Аина Берг · Яне Йюллинг · Эмилю Макхнов · Карин Нильссон |

## Поло
| Дисциплина | Золото         | Серебро | Бронза |
| Мужчины    | Великобритания | Испания | США    |

## Прыжки в воду

### Мужчины
| Дисциплина             | Золото                 | Серебро                | Бронза            |
| Трамплин 3 м           | Луис Куэн (USA)        | Кларенс Пинкстон (USA) | Луис Болбэч (USA) |
| Вышка                  | Кларенс Пинкстон (USA) | Эрик Адлерз (SWE)      | Гарри Прист (USA) |
| Простые прыжки с вышки | Арвид Валлман (SWE)    | Нильс Скоглунд (SWE)   | Юхан Янссон (SWE) |

### Женщины
| Дисциплина   | Золото                | Серебро                 | Бронза             |
| Трамплин 3 м | Эйлин Риджин (USA)    | Хелен Уэйнрайт (USA)    | Телма Пэйне (USA)  |
| Вышка        | Стефани Клаусен (DEN) | Беатрис Армстронг (GBR) | Эва Олливиер (SWE) |

## Регби
| Дисциплина | Золото | Серебро | Бронза |
| Мужчины    | США    | Франция |        |

## Современное пятиборье
| Дисциплина        | Золото | Серебро | Бронза |
| Личное первенство |        |         |        |

## Спортивная гимнастика
| Дисциплина                                   | Золото | Серебро | Бронза |
| Личное многоборье                            | Джорджо Дзампори (ITA) | Марко Торрес (FRA) | Жан Гуно (FRA) |
| Командное многоборье                         | Италия · Арнальдо Андреоли · Этторе Беллотто · Пьетро Бьянки · Фернандо Бонатти · Луиджи Камбиазо · Луиджи Контесси · Карло Костильоло · Луиджи Костильоло · Джузеппе Доменикелли · Роберто Феррари · Карло Фрегози · Ромуальдо Гильоне · Амброджо Левати · Франческо Лои · Витторио Луккетти · Луиджи Майокко · Фердинандо Мандрини · Лоренцо Манджанте · Антонио Маровелли · Микеле Мастромарино · Джузеппе Парис · Манлио Пасторини · Эдзио Розелли · Паоло Сальви · Джованни Тубино · Джорджо Дзампори · Анджело Цорци | Бельгия · Эжен Оверкерен · Теофиль Бауэр · Франсуа Клаэссен · Огюст Котман · Франсуа Жибен · Альбер Аэпер · Домьен Жакоб · Фелисьен Кемпенеэ · Жюль Лабеэ · Юбер Лафортюн · Огюст Ландриэ · Шарль Ланни · Констан Лорьо · Николас Мурлос · Фердинан Миннаэр · Луи Стооп · Жан ван Гисс · Альфонс ван Мель · Франсуа Вербовен · Жан Вербовен · Жюльен Вердонк · Жозеф Верстраэтен · Жорж Вивекс · Юлианус Вагеманс                                                                              | Франция · Жорж Берже · Эмиль Буше · Рене Буланже · Альфред Бюйенн · Эжен Кордоннье · Леон Дельзарт · Люсьен Демане · Поль Дюрен · Виктор Дюван · Фернан Фоконнье · Артур Эрманн · Альбер Эрсуа · Альфонс Ижелен · Огюст Оэль · Луи Кемп · Жорж Лагуж · Полен Лемер · Эрне Леспинасс · Эмиль Мартель · Жюль Пирар · Эжен Полль · Жорж Тюрнер · Марко Торрес · Франсуа Вальке · Жюльен Вартей · Поль Вартей |
| Командное многоборье по произвольной системе | Дания · Георг Альбертсен · Рудольф Андерсен · Вигго Дибберн · Оге Франдсен · Хуго Хельстен · Харри Хольм · Херольд Янссон · Роберт Йонсен · Кристиан Юль · Вильхельм Ланге · Свенд Мадсен · Педер Маркуссен · Педер Мёллер · Нильс Турин Нильсен · Стеен Ольсен · Кристиан Педерсен · Ханс Рённе · Харри Сёренсен · Кристиан Томас · Кнуд Вермерен | Норвегия · Альф Оннинг · Карл Ос · Йёрген Андерсен · Густав Байер · Йёрген Бьёрнстад · Асбьёрн Бодаль · Эйлерт Бём · Трюгве Бёйсен · Ингольф Давидсен · Хокон Эндресон · Якоб Эрстад · Харальд Ферстад · Херман Хельгесен · Петтер Холь · Отто Йоханнессен · Йохан Анкер Йохансен · Торбьёрн Кристофферсен · Хенрик Нильсен · Якоб Опдаль · Артур Рюдстрём · Фритьоф Селен-старший · Бьёрн Шерпе · Вильхельм Стеффенсен · Олав Сундаль · Рейдар Тёнсберг · Лёуритс Виганд-Ларсен               | не присуждалась |
| Командное многоборье по шведской системе     | Швеция · Фаусто Акке · Альберт Андерссон · Арвид Андерссон · Хелье Беккандер · Бенгт Бенгтссон · Фабиан Биэрк · Эрик Кхарпентиер · Стуре Эрикссон · Конрад Гранстрём · Хелье Густафссон · Оке Хеер · Туре Хедман · Свен Йохнсон · Свен-Олоф Йонссон · Карл Линдахль · Эдмунд Линдмарк · Бенгт Мохрберг · Франс Перссон · Клас Сернер · Курт Шёберг · Гуннар Сёдерлинх · Йохан Сёренсон · Эрик Свенсен · Йёста Тёрнер | Дания · Йоханнес Бирк · Фреде Хансен · Фредерик Хансен · Кристиан Хансен · Ханс Якобсен · Оге Йоргенсен · Альфред Фрёкьер Йоргенсен · Альфред Оллеруп Йоргенсен · Арне Йоргенсен · Кнуд Киркелёкке · Йенс Ламбек · Кристиан Ларсен · Кристиан Мадсен · Нильс Эрик Нильсен · Нильс Кристиан Нильсен · Дюнес Педерсен · Ганс Педерсен · Йоханнес Педерсен · Петер Дорф Педерсен · Расмус Расмуссен · Ханс Кристиан Сёренсен · Ханс Лауридис Сёренсен · Сёрен Сёренсен · Герог Вест · Оге Вальтер | Бельгия · Поль Арет · Леон Бронкаэр · Леопольд Клабот · Жан-Баптист Клаэссен · Леон Дарриен · Люсьен Деукс · Эрнест Делё · Эмиль Дюбуассон · Эрнест Дюрёй · Жозеф Фьем · Марсель Хансен · Луи Энен · Омер Оффман · Феликс Ложиес · Шарль Маэршальк · Рене Паэнхёйсен · Арнольд Пьерро · Рене Пиншар · Гаспар Пирот · Огюстен Плюи · Леопольд Сон · Эдуард Таэман · Пьер Тириар · Анри Веравер             |

## Теннис
| Дисциплина               | Золото                                              | Серебро                                           | Бронза                                          |
| Мужской одиночный разряд | Луис Реймонд ЮАС                                    | Ития Кумагаэ Япония                               | Чарльз Уинслоу ЮАС                              |
| Мужской парный разряд    | Великобритания · Максвелл Вуснам · Освальд Тёрнбулл | Япония · Сэйитиро Касио · Ития Кумагаэ            | Франция · Пьер Альбарран · Макс Декюжи          |
| Женский одиночный разряд | Сюзанн Ленглен (FRA)                                | Дороти Холмен (GBR)                               | Кэтлин Маккейн (GBR)                            |
| Женский парный разряд    | Великобритания · Кэтлин Маккейн · Винифред Макнейр  | Великобритания · Джеральдин Бимиш · Дороти Холмен | Франция · Элизабет д'Айен · Сюзанн Ленглен      |
| Смешанный парный разряд  | Франция · Сюзанн Ленглен · Макс Декюжи              | Великобритания · Кэтлин Маккейн · Максвелл Вуснам | Чехословакия · Милада Скрбкова · Ладислав Жемла |

## Тяжёлая атлетика
| Дисциплина    | Золото                | Серебро                   | Бронза                   |
| До 60 кг      | Франсуа де А (BEL)    | Альфред Шмидт (EST)       | Эжен Рите (SUI)          |
| До 67,5 кг    | Альфред Неуланд (EST) | Луи Виллик (BEL)          | Флоримон Роом (BEL)      |
| До 75 кг      | Анри Гансе (FRA)      | Пьетро Бьянки (ITA)       | Альберт Петтерссон (SWE) |
| До 82,5 кг    | Эрне Кадин (FRA)      | Фридрих Хюненбергер (SUI) | Эрик Петтерссон (SWE)    |
| Свыше 82,5 кг | Филиппо Боттино (ITA) | Жозеф Алцин (LUX)         | Луи Берно (FRA)          |

## Фехтование
| Дисциплина       | Золото | Серебро | Бронза |
| Рапира           | Недо Нади Италия | Филипп Катьо Франция | Роже Дюкре Франция |
| Шпага            | Арман Массар Франция | Александр Липпманн Франция | Гюстав Бюшар Франция |
| Сабля            | Недо Нади Италия | Альдо Нади Италия | Адрианус де Йонг Нидерланды |
| Командная рапира | Италия · Недо Нади · Альдо Нади · Абелардо Оливьер · Пьетро Спечале · Родольфо Терлицци · Оресте Пулити · Томмазо Константино · Бальдо Бальди                                      | Франция · Андре Лабатю · Жорж Тромбер · Марсель Перро · Люсьен Годен · Филипп Катьо · Роже Дюкре · Гастон Амсон · Лионель Бони де Кастеллан              | США · Фрэнсис Хоникатт · Артур Лайон · Роберт Сиэрс · Генри Брекинридж · Гарольд Рэйнер                                                            |
| Командная шпага  | Италия · Антонио Аллокьо · Туллио Боцца · Джованни Канова · Томмазо Константино · Андреа Маррацци · Альдо Нади · Недо Нади · Абелардо Оливьер · Паоло Таон ди Ревель · Дино Урбани | Бельгия · Поль Анспах · Леон Том · Эрне Жевер · Феликс Гобле д’Альвьелла · Виктор Бойн · Жозеф де Краэкер · Филипп ле Арди де Больё · Фернан де Монтиньи | Франция · Арман Массар · Александр Липпманн · Гюстав Бюшар · Жорж Казанова · Жорж Тромбер · Гастон Амсон · Эмиль Моро                              |
| Командная сабля  | Италия · Недо Нади · Альдо Нади · Франческо Гаргано · Оресте Пулити · Джорджо Сантелли · Дино Урбани · Федерико Секондо Чезарано · Бальдо Бальди                                   | Франция · Жан Марграф · Марк Перродон · Анри де Сен-Жермен · Жорж Тромбер                                                                                | Нидерланды · Ян ван дер Вил · Адрианус де Йонг · Йетзе Дорман · Виллем ван Блейенбюрг · Луи Делауной · Саломон Зелденрюст · Хенри Вейнолди-Даниэлс |

## Фигурное катание
| Дисциплина                | Золото                                           | Серебро                                 | Бронза                                          |
| Мужское одиночное катание | Йиллис Графстрём (SWE)                           | Андреас Крог (NOR)                      | Мартин Стиксруд (NOR)                           |
| Женское одиночное катание | Магда Юлин (SWE)                                 | Свеа Нурен (SWE)                        | Тереза Уэлд (USA)                               |
| Парное катание            | Финляндия · Людовика Якобссон · Вальтер Якобссон | Норвегия · Алексия Скёйен · Ингвар Брюн | Великобритания · Филлис Джонсон · Бэзил Уильямс |

## Футбол
| Дисциплина | Золото  | Серебро | Бронза     |
| Мужчины    | Бельгия | Испания | Нидерланды |

## Хоккей
| Дисциплина | Золото | Серебро | Бронза |
| Мужчины    | КанадаУолтер Байрон · Роберт Бенсон · Конрад Йоханнессон · Фрэнк Фредриксон · Магнус Гудмен · Халдор Халдерсон · Крис Фридфиннсон · Аллан Вудмен | СШАРеймонд Бонни · Сирил Уэйденборнер · Джозеф Маккормик · Леон Так · Эдвард Фицджеральд · Энтони Конрой · Херберт Друри · Ларри Маккормик · Фрэнсис Гохин · Фрэнк Синотт · Джордж Геран | ЧехословакияЯн Пека · Карел Вельцер · Отакар Виндиш · Ян Палоуш · Йозеф Лоос · Йозеф Шроубек · Валентин Лоос · Карел Хартманн · Карел Пешек · Карел Котрба |

## Хоккей на траве
| Дисциплина | Золото         | Серебро | Бронза  |
| Мужчины    | Великобритания | Дания   | Бельгия |